# Чин (богослужіння)

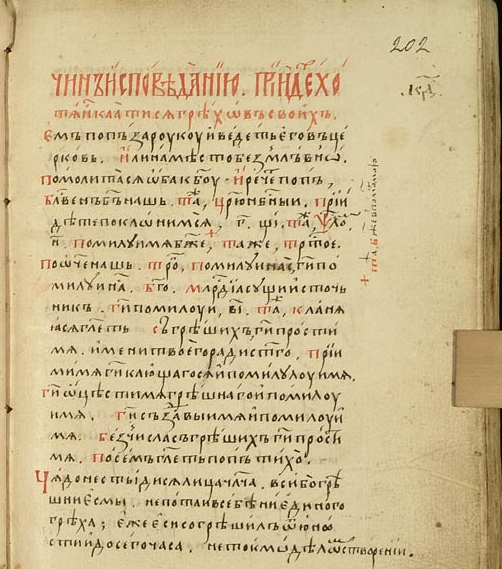
Чин Сповіді. «Служебник і Требник», напівустав, 1474 року

Чин (дав.-гр. τάξις — порядок, устрій) — назва у православних богослужбових книгах повного викладу або вказівки порядку всіх змінюваних і незмінних молитов, призначених для конкретного церковного богослужіння, із позначенням їхньої взаємної послідовності. Наприклад: «Чин божественної літургії Василія Великого», «Чин поховання дитини», «Чин, коли трапиться незабаром дуже хворому дати Причастя», «Чин благословення ілитону». 
Чини або чинопослідування найчастіше викладаються у таких богослужбових книгах як «Служебник» та «Требник».